# 島村幸一
島村 幸一（しまむら こういち、1954年 - ）は日本文学者。立正大学文学部文学科（日本語日本文学専攻コース）元教授。専門は琉球文学。博士（文学）。

## 略歴
神奈川県に生まれる。琉球大学法文学部 を卒業し、法政大学大学院人文科学研究科日本文学専攻を修了する。神奈川県立市ケ尾高等学校の教諭を経て、2006年に立正大学文学部文学科（日本語日本文学専攻コース）助教授、2007年に准教授、2011年に教授に昇任する。2016年から2021年まで同学文学部長。2008年「『おもろさうし』を中心とする琉球文学の研究」で立正大学博士（文学）。法政大学沖縄文化研究所の研究員でもある。2025年に立正大学を定年退官。

## 著書
- 『おもろさうし』と琉球文学』（笠間書院、2010）
- 『おもろさうし』（笠間書院、2012）
- 『琉球　交叉する歴史と文化』（勉誠出版、2014）
- 『琉球文学の歴史叙述』（勉誠出版、2015）
- 『おもろさうし研究』（KADOKAWA、2017）
- 『おもろさうし選詳解』（文学通信、2023）
- 『琉球文学の展望』（文学通信、2024）

### 編集
- 『琉球 交叉する歴史と文化』（勉誠出版、2014）
- 『琉球文学総論 池宮正治著作選集1』（笠間書院、2015）
- 『琉球芸能総論 池宮正治著作選集2』（笠間書院、2015）
- 『琉球史文化論 池宮正治著作選集3』（笠間書院、2015）
- 『琉球船漂着者の「聞書」世界　『大島筆記』翻刻と研究』（勉誠出版、2020）
- 『首里城を解く　文化財継承のための礎を築く』（勉誠出版、2021）、高良倉吉監修
- 『訳注 琉球文学』（勉誠出版、2022）、小此木敏明・屋良健一郎共著

## 参考
- researchmap - 島村幸一